# Siaugues-Sainte-Marie
Siaugues-Sainte-Marie település Franciaországban, Haute-Loire megyében. Lakosainak száma 827 fő (2022. január 1.). Siaugues-Sainte-Marie Vissac-Auteyrac, Saint-Arcons-d’Allier, Saint-Bérain, Saint-Jean-de-Nay és Saint-Julien-des-Chazes községekkel határos.

## Népesség
A település népessége az elmúlt években az alábbi módon változott:
| Lakosok száma | 883  | 954  | 832  | 796  | 798  | 803  | 799  | 800  | 804  | 827  |
|               | 1968 | 1982 | 1990 | 2006 | 2013 | 2015 | 2017 | 2019 | 2020 | 2022 |